# IIHF Challenge Cup of Asia 2008
IIHF Challenge Cup of Asia 2008 byl turnaj v ledním hokeji, který se konal od 24. do 26. dubna 2008 v hale Mega Ice v Kowloonu v Hongkongu v Číně. Aby se všech 15 zápasů stihlo odehrát ve třech dnech, byla hrací doba zápasu zkrácena na dvakrát 18 minut. Turnaje se zúčastnilo šest mužstev, která spolu hrála v jedné skupině každé s každým. Vítězství si připsali hráči Tchaj-wanu před hráči Malajsie a domácími hráči Hongkongu.

## Výsledky

### Tabulka
|    |           | Tchaj-wan | Malajsie | Hongkong | Thajsko | Singapur | Macao | V | R | P | VG | OG | B  |
| 1. | Tchaj-wan | ***       | 5:2      | 1:2      | 3:1     | 2:1      | 9:0   | 4 | 0 | 1 | 20 | 6  | 12 |
| 2. | Malajsie  | 2:5       | ***      | 4:2      | 2:2     | 2:1      | 4:0   | 3 | 1 | 1 | 14 | 10 | 10 |
| 3. | Hongkong  | 2:1       | 2:4      | ***      | 2:4     | 1:0      | 6:2   | 3 | 0 | 2 | 13 | 11 | 9  |
| 4. | Thajsko   | 1:3       | 2:2      | 4:2      | ***     | 0:1      | 3:2   | 2 | 1 | 2 | 10 | 10 | 7  |
| 5. | Singapur  | 1:2       | 1:2      | 0:1      | 1:0     | ***      | 4:0   | 2 | 0 | 3 | 7  | 5  | 6  |
| 6. | Macao     | 0:9       | 0:4      | 2:6      | 2:3     | 0:4      | ***   | 0 | 0 | 5 | 4  | 26 | 0  |